# Труда Фляйшманн
Труда Фляйшманн (22 грудня 1895 — 21 січня 1990) — американська фотографка австрійського походження. Ставши відомим фотографом у Відні у 1920-х роках, у 1940 році вона відкрила свій бізнес у Нью-Йорку.

## Ранні роки
Народившись у Відні в грудні 1895 року, Фляйшманн була другою із трьох дітей у забезпеченій єврейській родині. Після закінчення середньої школи вона провела семестр вивчаючи історію мистецтва в Парижі, а потім три роки фотографію в Lehr- und Versuchsanstalt für Photographie und Reproduktionsverfahren у Відні. Потім вона короткий час працювала підмайстром у модному «Ательє Д'Ора» Дори Калмус і довший час у фотографа Германа Шиберта. У 1919 році вона вступила до Віденського фотографічного товариства (Photographische Gesellschaft) у Відні.

## Кар'єра
У 1920 році, у віці 25 років, Фляйшманн відкрила власну студію неподалік віденської ратуші. Її фотоластини завжди були в дуже хорошому стані завдяки обережному використанню розсіяного штучного світла. Фотографуючи музичних та театральних знаменитостей, її роботи публікувалися в таких журналах, як Die Bühne, Moderne Welt, Welt und Mode та Uhu. Її представляло Фотоагентство Schostal. На додаток до портретів Карла Крауса та Адольфа Лооса, в 1925 році вона зняла оголену серію танцівниці Клер Баурофф, яку поліція вилучила під час виставки в берлінському театрі, що принесло їй міжнародну популярність. Фляйшманн також багато зробила, щоб заохотити інших жінок стати професійними фотографами.
Після аншлюсу в 1938 році Фляйшманн була змушена покинути країну. Спочатку вона переїхала до Парижа, потім до Лондона і, нарешті, разом із колишньою студенткою та супутницею Хелен Пост, у квітні 1939 року до Нью-Йорка. У 1940 році вона відкрила студію на 56-й вулиці Вест поруч із Карнегі-холом, якою керувала разом з Френком Елмером, який також емігрував з Відня. Окрім сцен Нью-Йорка, вона фотографувала знаменитостей та відомих іммігрантів, серед яких Альберт Ейнштейн, Елеонора Рузвельт, Оскар Кокошка, Лотте Леманн, Отто фон Габсбург, граф Ріхард Ніколас Куденгофе-Калерґі та Артуро Тосканіні. Вона також працювала модним фотографом, працюючи в журналах, таких як Vogue. Вона мала тісну дружбу з фотографкою Лізетт Модел.

## Пізніше життя
На пенсії, в 1969 році Фляйшманн переїхала до Лугано, Швейцарія. Після серйозного падіння в 1987 році вона повернулася до США, де жила зі своїм племінником, піаністом Стефаном Кареллом, у Брюстері. Вона померла там 21 січня 1990 року.

## Виставки
Роботи Труди Фляйшманн були представлені у Віденському музеї з січня по травень 2011 року, на виставці Trude Fleischmann: Der sebstbewusste Blick.